# Joseph de Lacroix
Pour les articles homonymes, voir de Lacroix.
Joseph de Lacroix est un homme politique français né le 13 mars 1802 à Ponteilla (Pyrénées-Orientales) et mort le 6 mars 1863 à Montpellier (Hérault).
Avocat en 1823, il milite dans les rangs libéraux sous la Restauration. Procureur du roi à Perpignan en 1830, il devient président du tribunal civil en 1832. Il est conseiller général et député des Pyrénées-Orientales de 1834 à 1837, siégeant dans la majorité soutenant les ministères de la Monarchie de Juillet. Il est conseiller à la cour d'appel de Montpellier de 1849 à 1863.

## Sources
- Jean Capeille, « Lacroix (Joseph-Victor-Antoine-Gabriel de) », dans Dictionnaire de biographies roussillonnaises, Perpignan, 1914
- « Joseph de Lacroix », dans Adolphe Robert et Gaston Cougny, Dictionnaire des parlementaires français, Edgar Bourloton, 1889-1891 [détail de l’édition]